# Lagoas Bommer Weiher
As Lagoas Bommer Weiher foram inicialmente um conjunto de lagos artificiais de dimensões apreciáveis  que em 1460 foram destinados a reservatório e à criação de peixe localizado perto Alterswilen no município de Kemmental, cantão de Thurgau, Suíça. Sua superfície é de 0,15 km². 
Atualmente (2011) toda a área dos lagoas está constituída numa reserva natural dado ser um importante habitat para aves aquáticas e anfíbios. 
Na década de 70, e dado o forte assoreamento verificado no espaço lagunar, este foi em 1979, alvo de cuidados de reabilitação. Atualmente este espaço é uma área bastante procurada para lazer.